# Wojewódzki Ośrodek Sportu i Rekreacji w Zielonej Górze
Wojewódzki Ośrodek Sportu i Rekreacji im. Zbigniewa Majewskiego w Zielonej Górze (WOSiR Drzonków) – jednostka budżetowa województwa lubuskiego zajmująca się krzewieniem kultury fizycznej, sportu i rekreacji zlokalizowana w południowej części Zielonej Góry w dzielnicy Drzonków.
Dyrektorem WOSiR jest Bogusław Sułkowski.

## Historia
WOSiR w Drzonkowie powstał w 1975 z inicjatywy trenera pięcioboju nowoczesnego Zbigniewa Majewskiego, którego celem było wybudowanie miasteczka sportowego, obiektu dla potrzeb pięcioboju nowoczesnego, jak i rekreacji dzieci, młodzieży i dorosłych. W dniach 17–22.09.1976 odbyły się w Drzonkowie I Mistrzostwa Świata Juniorów w Pięcioboju Nowoczesnym. Zawody te były pierwszą w województwie zielonogórskim imprezą sportową tak wysokiej rangi. Ośrodek kilkakrotnie zmieniał nazwę i właścicieli. W latach 1989–1995 funkcjonował jako Centralny Ośrodek Sportu w Warszawie oddział w Drzonkowie. Jednak w 1995 COS zrezygnował z prowadzenia swej działalności na tutejszych obiektach. Wówczas powołał Wojewódzki Ośrodek Sportu i Rekreacji w Drzonkowie, działający na zasadach zakładu budżetowego.

## Opis
WOSiR Drzonków to ośrodek sportowo-rekreacyjny łączący sport zawodowy z amatorskim. Co roku w WOSIR Drzonków odbywają się zawody rangi krajowej i międzynarodowej, m.in.: Mistrzostwa Polski w Pięcioboju Nowoczesnym, Międzynarodowe Mistrzostwa Juniorów w Pięcioboju Nowoczesnym, odbyły się również: Olimpiada Młodzieży w tenisie stołowym, szermierce, pływaniu, Międzynarodowy Turniej Tenisa Stołowego Niepełnosprawnych, Halowe Mistrzostwa Polski na wózkach w tenisie ziemnym, Mistrzostwa Polski Juniorów w Akrobatyce Sportowej, Mistrzostwa Świata Juniorów w Akrobatyce Sportowej, Zawody Ogólnopolskie WKKW – Mem. D. Soroki.
Ośrodek dysponuje ponad 260 miejscami noclegowymi znajdującymi się w budynkach sąsiadujących z obiektami sportowymi lub w wolnostojących domkach. W głównym budynku znajduje się recepcja oraz stołówka dla gości. Dodatkowo na terenie WOSiR-u znajduje się pole caravaningowe z przyłączami elektrycznymi oraz pełnym węzłem sanitarnym.
Na terenie Ośrodka znajduje się Zielonogórski Klub Sportowy Drzonków-Zielona Góra, w którym działają sekcje sportowe:
- Tenis stołowy
- Pięciobój Nowoczesny
- Jeździectwo

Na terenie WOSiR funkcjonuje Akademia Jeździecka Marty Drzymały. W ofercie Ośrodka są również kursy, szkolenia i zajęcia sportowe.

## Obiekty sportowo-rekreacyjne[5]
- pływalnia kryta
- kompleks pływalni odkrytych: rekreacyjna 25-metrowa i olimpijska 50-metrowa
- hala tenisowa – 4 korty
- 3 korty tenisowe odkryte
- strzelnica laserowa
- obiekty jeździeckie
- jazda konna – rekreacja
- hala sportowa – boiska zamienne: (1 boisko do siatkówki, 1 boisko do koszykówki, tenis stołowy, badminton, sporty walki: judo, zapasy, karate, sumo)[6]
- siłownia
- 2 boiska do siatkówki plażowej
- jaskinia solna[7]
- odnowa biologiczna – activesport[8]
- plac zabaw[9]
- plac rekreacyjno-piknikowy[10]